# Jacob Bonga

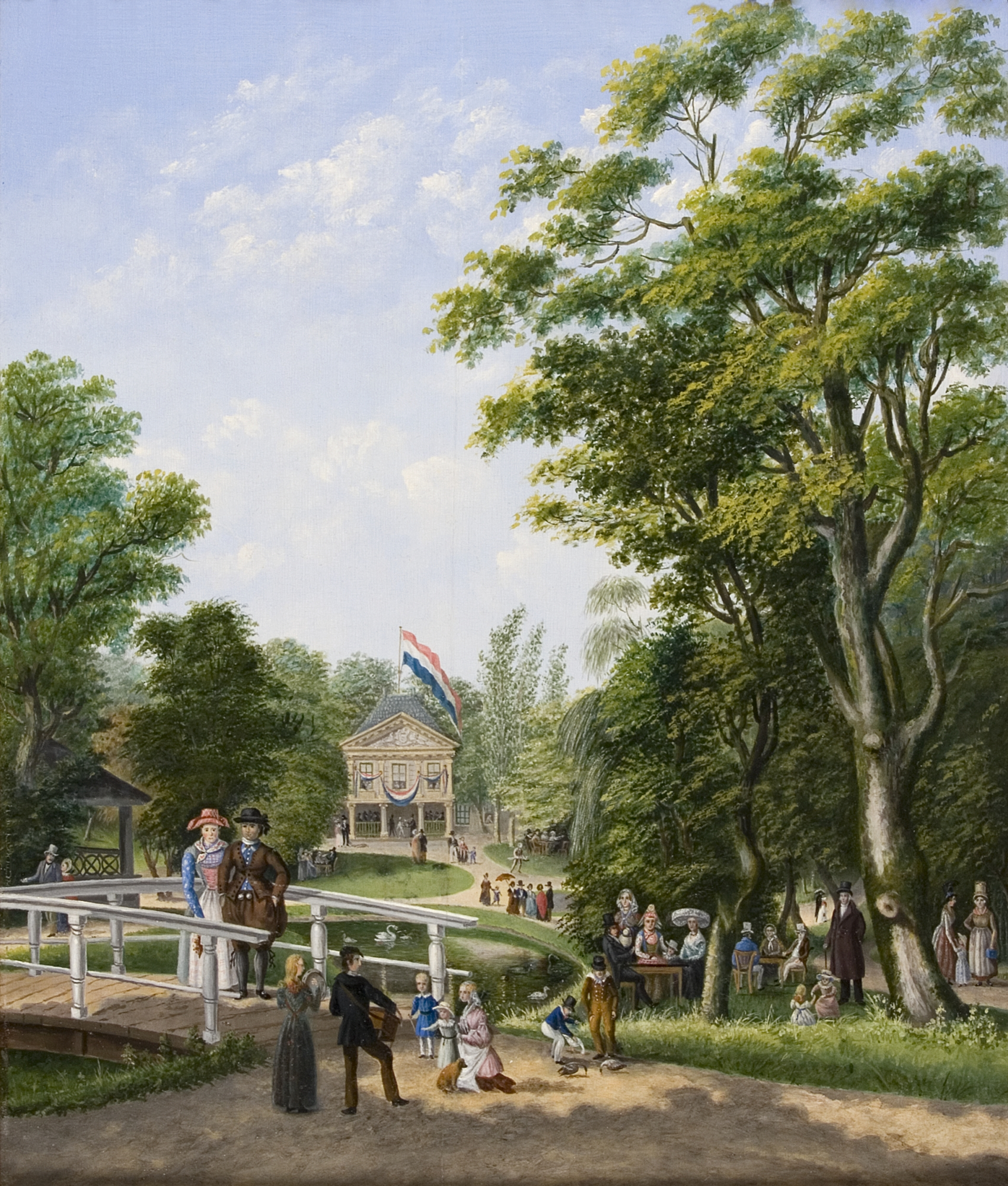
Jacob Bonga - Feest in de Prinsentuin in Leeuwarden

Jacob Symons Bonga (Dokkum, gedoopt 9 maart 1758 - Leeuwarden, 22 mei 1848) was een Friese landschapsschilder. 
Hij was de vader en leermeester van Sjoerd Bonga. In 1783 trouwde hij met Marike Wendelaar (1764-1805). Werk van Bonga hangt in het Fries Museum en behoort tot de kunstverzameling van het stadhuis van Leeuwarden.

## Galerie

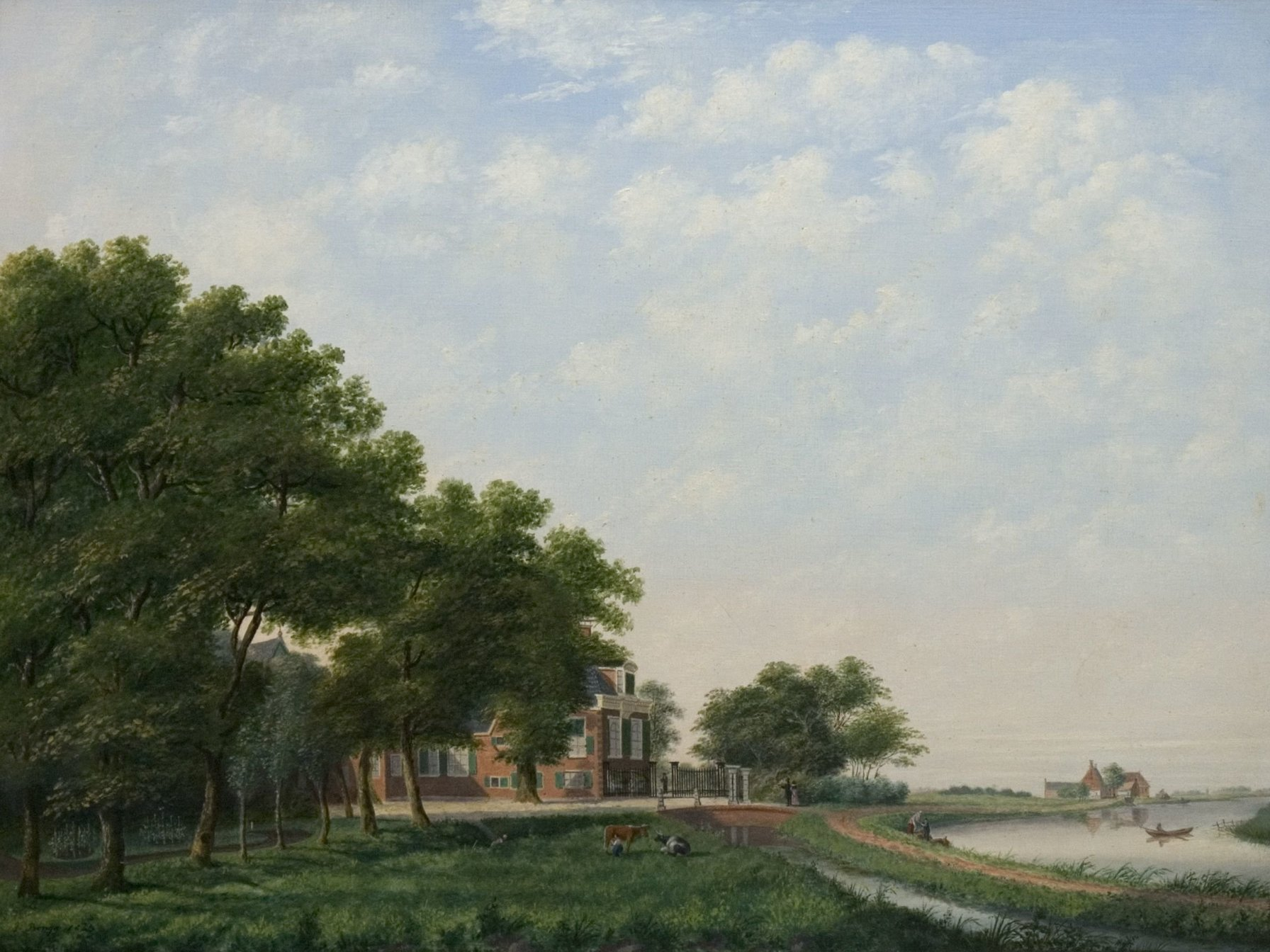
Gezicht op het buiten Vierhuis aan de Dokkumer Ee bij Leeuwarden

- Biografisch Portaal: 39643617
- RKD-Nederlands Instituut voor Kunstgeschiedenis: 10329
- Union List of Artist Names: 500183167
- Virtual International Authority File: 652153596618151900009